# Ulee Ceue Teubeng
Ulee Ceue Teubeng is een bestuurslaag in het regentschap Pidie van de provincie Atjeh, Indonesië. Ulee Ceue Teubeng telt 244 inwoners (volkstelling 2010).